# Vierves-sur-Viroin
Vierves-sur-Viroin (en wallon Viêpe) est une section de la commune belge de Viroinval située en Région wallonne dans la province de Namur. Vierves se trouve sur le territoire du Parc national de l'Entre-Sambre-et-Meuse (ESEM).
C'était une commune à part entière avant la fusion des communes de 1977.
Elle fait partie de l'association qui regroupe les plus beaux villages de Wallonie.

## Toponymie
Dès 1896, Godefroid Kurth, professeur à l’Université de Liège, et qui plus est inventeur du terme « toponymie », affirmait que «  Vierves ainsi que Vireux reproduisent le nom du Viroin ou Virvin ».

## Géographie
Village à flanc de coteaux où dévalent les rues et ruelles escarpées, Vierves présente d'anciennes habitations qui se blottissent autour du château des barons de Hamal.
Dans le creux de la vallée coule le Viroin.

## Évolution démographique
- Source: DGS, 1831 à 1970=recensements population, 1976= habitants au 31 décembre

## Histoire
Ancienne terre de la Principauté de Liège, elle est devenue commune du département des Ardennes lors de l’annexion par la France, puis, depuis la période néerlandaise en 1815, de la province de Namur.
Le 3 septembre 1944, un détachement du maquis de Regniessart (Refuge C 50 La Fauvette) attaque des autos blindées ennemies au carrefour de la route de Treignes (N 99) et de celle de Matagne-la-Petite, en dehors du village. Au cours de cet échange de tirs, Jean Verlaine, un résistant est tué d’une rafale de mitrailleuse. À l’endroit même où il est tombé, un monument rappelle sa mémoire.
La commune s'appelait "Vierves" jusqu'en 1963.

## Héraldique
| Armes de l'ancienne commune de Vierves | Les armes de la commune de Vierves se blasonnaient ainsi : « De gueules à cinq fusées d'argent accolées en fasce. Provient des armes de la famille de Hamal qui possédait la baronnie de Vierves,. » |

## Patrimoine et traditions

### Patrimoine architectural

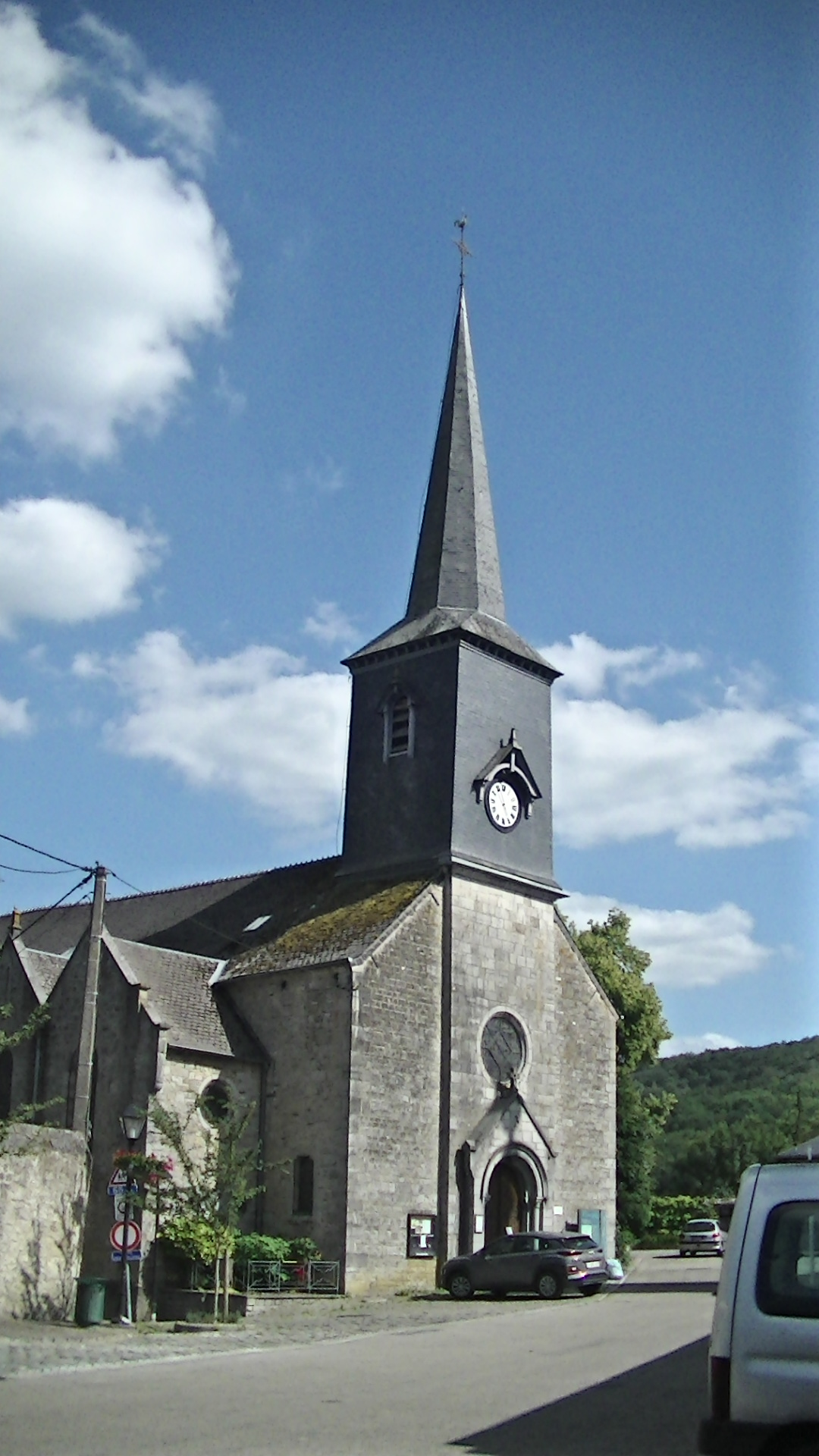
L'église Saints-Ruffin-et-Valère.

- L'église Saints-Ruffin-et-Valère.Le château des comtes de Hamal. Important fief de la Principauté de Liège, devenu baronnie au XVe siècle, réunissait au XVIe siècle, les localités de Vierves, Oignies-en-Thiérache, Treignes, Le Mesnil, Matagne-la-Grande et Matagne-la-Petite. Propriété du XIe au XIIIe siècle de la famille de Vierve, il échut de 1567 à 1852, aux Hamal qui construisirent les bâtiments actuels[6].
- L'église Saints-Rufin et Valère est un édifice de 1788 fortement remanié en 1900 sur les plans de 1898 de l'architecte Van Gheluwe[6].
- Les écoles, rue des Ecoles. Datant de la 1re moitié du XIXe siècle[7].
- Ancien presbytère, rue des Ecoles. Datant de la 2e moitié du XVIIIe siècle[8].
- Le lavoir construit au XIXe siècle se situe au no 16 de la rue des Lavandières[9]. Il possède un grand bassin en pierre bleue, divisé en trois bacs. Il avoisine la chapelle du Calvaire. Ces deux constructions sont reprises sur la liste du patrimoine immobilier classé de Viroinval.
- La potale Notre-Dame du Rosaire est située Fontaine Saint-Joseph.
- La chapelle Notre-Dame de Grâce se trouve en retrait de la voirie, au-dessus du Chemin du Bois.

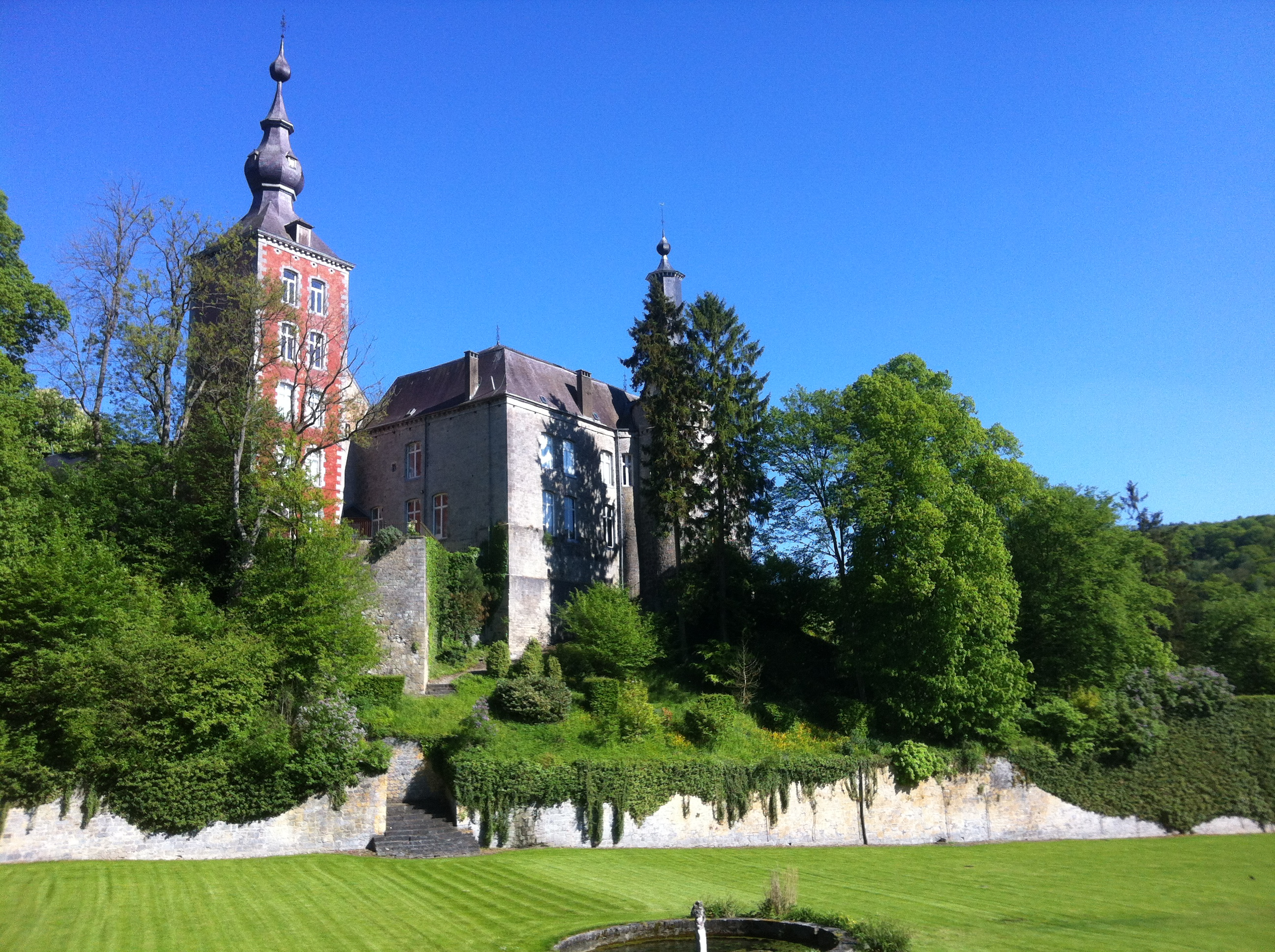
Château
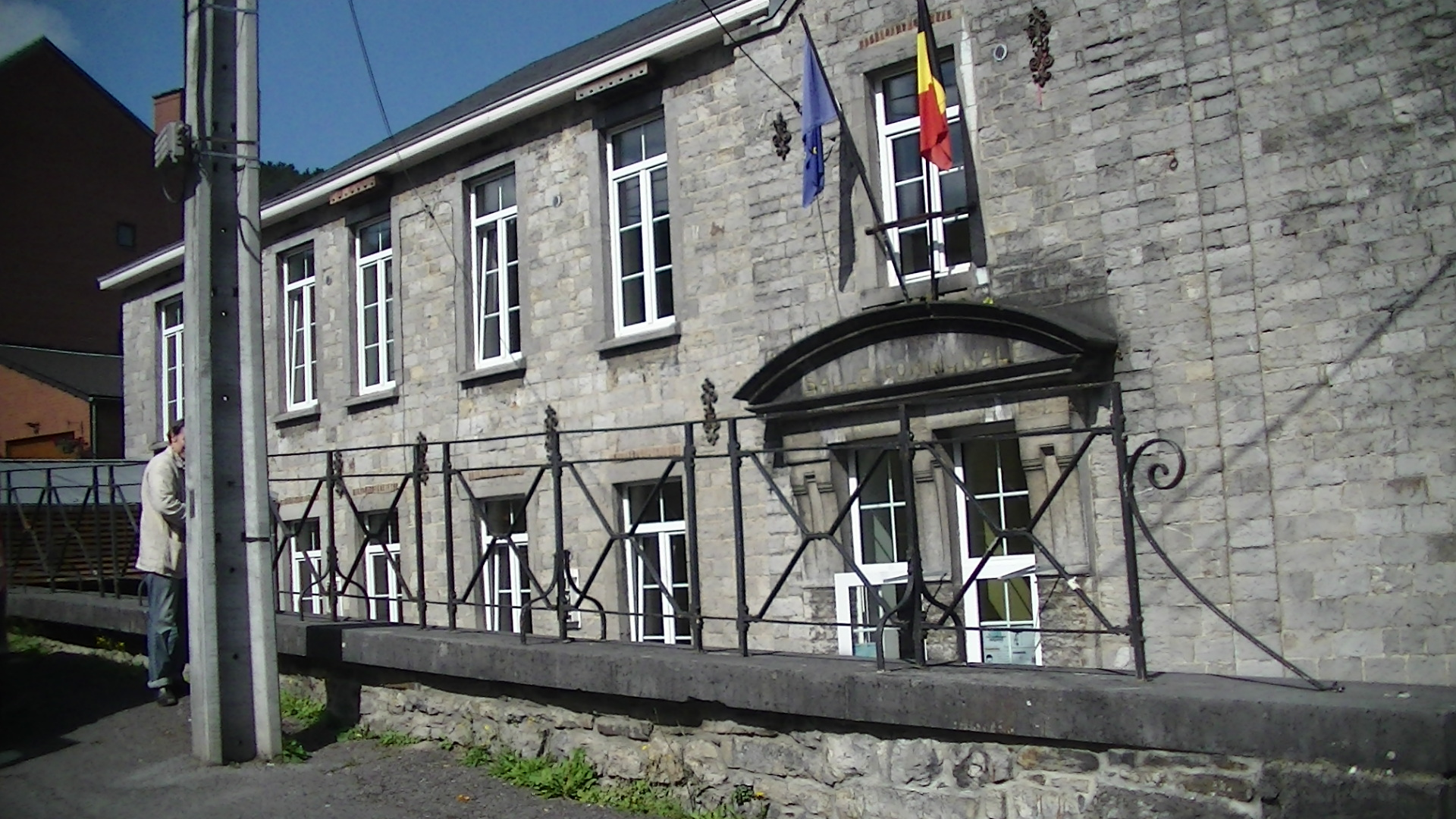
Les écoles.
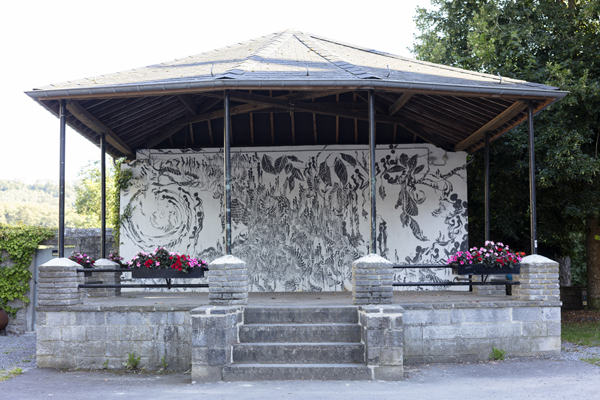
Le kiosque.

#### Monuments
- Monument à Jean Verlaine, résistant tué à l'ennemi lors de la libération, km 12 de la RN 99[10].
- Pierre tombale de Samuel Aldersea, entrepreneur britannique du chemin de fer de l’Entre-Sambre-et-Meuse, décédé en 1853. (ancien cimetière)

### Traditions
Le mardi gras termine les festivités du carnaval de Vierves, un des carnavals de la vallée du Viroin repris parmi les chefs-d’œuvre du Patrimoine oral et immatériel de la Fédération Wallonie-Bruxelles depuis 2012.

## Vie associative

### Jumelage
- Sausset-les-Pins (France) depuis 1983 et il est suspendu depuis cette date.